# Lijst van Bulgaarse nationale wegen
Dit is een lijst van nationale wegen in Bulgarije (Bulgaars: Републикански път, Repoeblikanski pat). Er zijn twee klassen. De eerste klasse bestaat uit de eencijferige wegen. De oneven wegen lopen noord-zuid, de even oost-west. De tweede klasse bestaat uit de tweecijferige wegen. 
De wegnummers worden in de bewegwijzering zonder prefix (zoals de A in A2) weergegeven op een blauw schildje. In de schijftaal worden de Romeinse cijfers I en II gebruikt als prefix. De route 1 (eerste klasse) wordt geschreven als I-1 en de route 27 (tweede klasse) als II-27. Dit systeem is vergelijkbaar met dat van Tsjechië en Slowakije.

## Nationale wegen van de eerste klasse
| Schild | Nummer | Route                                                | Lengte |
| ------ | ------ | ---------------------------------------------------- | ------ |
|        | I-1    | Roemenië - Vidin - Sofia - Blagoëvgrad - Griekenland | 421 km |
|        | I-2    | Roemenië - Roese - Sjoemen - Varna                   | 202 km |
|        | I-3    | Botevgrad - Pleven - Bjala (Roese)                   | 200 km |
|        | I-4    | Janiblatsa - Veliko Tarnovo - Sjoemen                | 262 km |
|        | I-5    | Roemenië - Roese - Stara Zagora - Orlitsa            | 387 km |
|        | I-6    | Macedonië - Sofia - Sliven - Boergas                 | 494 km |
|        | I-7    | Roemenië - Sjoemen - Jambol - Turkije                | 322 km |
|        | I-8    | Servië - Sofia - Plovdiv - Turkije                   | 382 km |
|        | I-9    | Roemenië - Varna - Boergas - Turkije                 | 315 km |

## Nationale wegen van de tweede klasse
| Schild | Nummer | Route                                     | Lengte |
| ------ | ------ | ----------------------------------------- | ------ |
| 11     | II-11  | Vidin - Nikopol - Roemenië                | 218 km |
| 12     | II-12  | Vidin - Bregovo - Servië                  | 26 km  |
| 13     | II-13  | Montana - Dolni Dabnik                    | 104 km |
| 14     | II-14  | Vidin - Koela - Servië                    | 42 km  |
| 15     | II-15  | Vratsa - Orjachovo - Roemenië             | 75 km  |
| 16     | II-16  | Mezdra - Sofia                            | 79 km  |
| 17     | II-17  | Botevgrad - A2                            | 7 km   |
| 18     | II-18  | Ringweg Sofia                             | 62 km  |
| 19     | II-19  | Simitli - Gotse Deltsjev - Griekenland    | 106 km |
| 21     | II-21  | Roese - Silistra                          | 117 km |
| 23     | II-23  | Roese - Isperich - Doelovo                | 113 km |
| 27     | II-27  | Novi Pazar - Dobritsj - Baltsjik          | 109 km |
| 29     | II-29  | Obrotsjisjte - Dobritsj - Roemenië        | 80 km  |
| 34     | II-34  | Pleven - Nikopol - Roemenië               | 41 km  |
| 35     | II-35  | Pleven - Lovetsj - Kamare                 | 125 km |
| 37     | II-37  | Dzjoerovo - Pazardzjik - Dospat           | 212 km |
| 44     | II-44  | Sevlievo - Gabrovo                        | 30 km  |
| 48     | II-48  | Omoertag - Mokren                         | 62 km  |
| 49     | II-49  | Toetrakan - Razgrad - Targovisjte         | 100 km |
| 51     | II-51  | Bjala - Popovo - Zvegor                   | 100 km |
| 52     | II-52  | Roemenië - Nikopol - Svisjtov - Novgrad   | 72 km  |
| 53     | II-53  | Polikraisjte - Sliven - Jambol - Sredets  | 212 km |
| 54     | II-54  | Vardim - Bjala                            | 30 km  |
| 55     | II-55  | Veliko Tarnovo - Nova Zagora - Svilengrad | 186 km |
| 56     | II-56  | Sjipka - Plovdiv                          | 100 km |
| 57     | II-57  | Stara Zagora - Radnevo - Novoselets       | 40 km  |
| 58     | II-58  | Asenovgrad - Tsjernootsjene               | 59 km  |
| 59     | II-59  | Momtsjilgrad - Ivajlovgrad - Griekenland  | 86 km  |
| 62     | II-62  | Kjoestendil - Doepnitsa - Samokov         | 80 km  |
| 63     | II-63  | Pernik - Breznik - Servië                 | 66 km  |
| 64     | II-64  | Karlovo - Plovdiv                         | 54 km  |
| 66     | II-66  | Popovitsa - Stara Zagora - Sliven         | 124 km |
| 71     | II-71  | Silistra - Dobritsj - Obrotsjisjte        | 119 km |
| 73     | II-73  | Sjoemen - Karnobat                        | 90 km  |
| 74     | II-74  | Dralfa - Targovisjte - Veliki Preslav     | 40 km  |
| 76     | II-76  | Charmanli - Elchovo                       | 65 km  |
| 79     | II-79  | Elchovo - Boergas                         | 90 km  |
| 80     | II-80  | Svilengrad - Griekenland                  | 3 km   |
| 81     | II-81  | Lom - Montana - Sofia                     | 147 km |
| 82     | II-82  | Sofia - Samokov - Kostenets               | 83 km  |
| 84     | II-84  | Razlog - Pazardzjik                       | 107 km |
| 86     | II-86  | Plovdiv - Asenovgrad - Roedozem           | 133 km |
| 97     | II-97  | Ringweg Dobritsj                          | 24 km  |
| 99     | II-99  | Boergas - Tsarevo - Malko Tarnovo         | 114 km |